# Isthmohyla infucata
Isthmohyla infucata és una espècie de granota que viu a Panamà.
Està amenaçada d'extinció per la pèrdua del seu hàbitat natural.